# روایت‌درمانی
روایت درمانی(به انگلیسی: Narrative Therapy) متشکل از مجموعه روش‌ها و رویکردهایی برای کار مشاوره روان‌شناسی و روان درمانی است که تحت تأثیر اندیشه‌های پسامدرن و پساساختارگرا شکل گرفت. این روش‌ها و رویکردها که از حدود اواخر دهه هشتاد میلادی برای روند کار با مراجعان شکل گرفتند، شاید برای نخستین بار در تاریخ رشتهٔ روان درمانی محدود به تأثیرات اندیشه‌ها و تحقیقات یک نفر یا بر اساس یافته‌های یک شاخه از دانش نبودند. روایت درمانی برای ارتقای کیفی فرایند کار مشاوره با انسانی که در یک جامعه و بستر فرهنگی خاص زندگی می‌کند، از دانش موجود در دیگر رشته‌های علوم انسانی همچون فلسفه، انسان‌شناسی، جامعه‌شناسی و هرمنوتیک بی‌بهره نماند. با وجود نوپایی، آوازه و نفوذ روایت درمانی به عنوان یکی از بروزترین و مطرح‌ترین رویکردها در زمینهٔ مشاوره روان‌شناسی و روان درمانی در سرتاسر دنیا به گوش رسیده‌است. آنچه این مجموعه روش‌های کاری را برجسته و ارزشمند می‌سازد، انعطاف فرهنگی بالقوهٔ آنهاست؛ انعطافی که روایت درمانی را به عنوان رویکردی پویا، قابل بازنگری و دگردیسی در بسترهای مختلف فرهنگی به فعالان شاخه‌های مربوط در سرتاسر جهان معرفی کرده‌است.

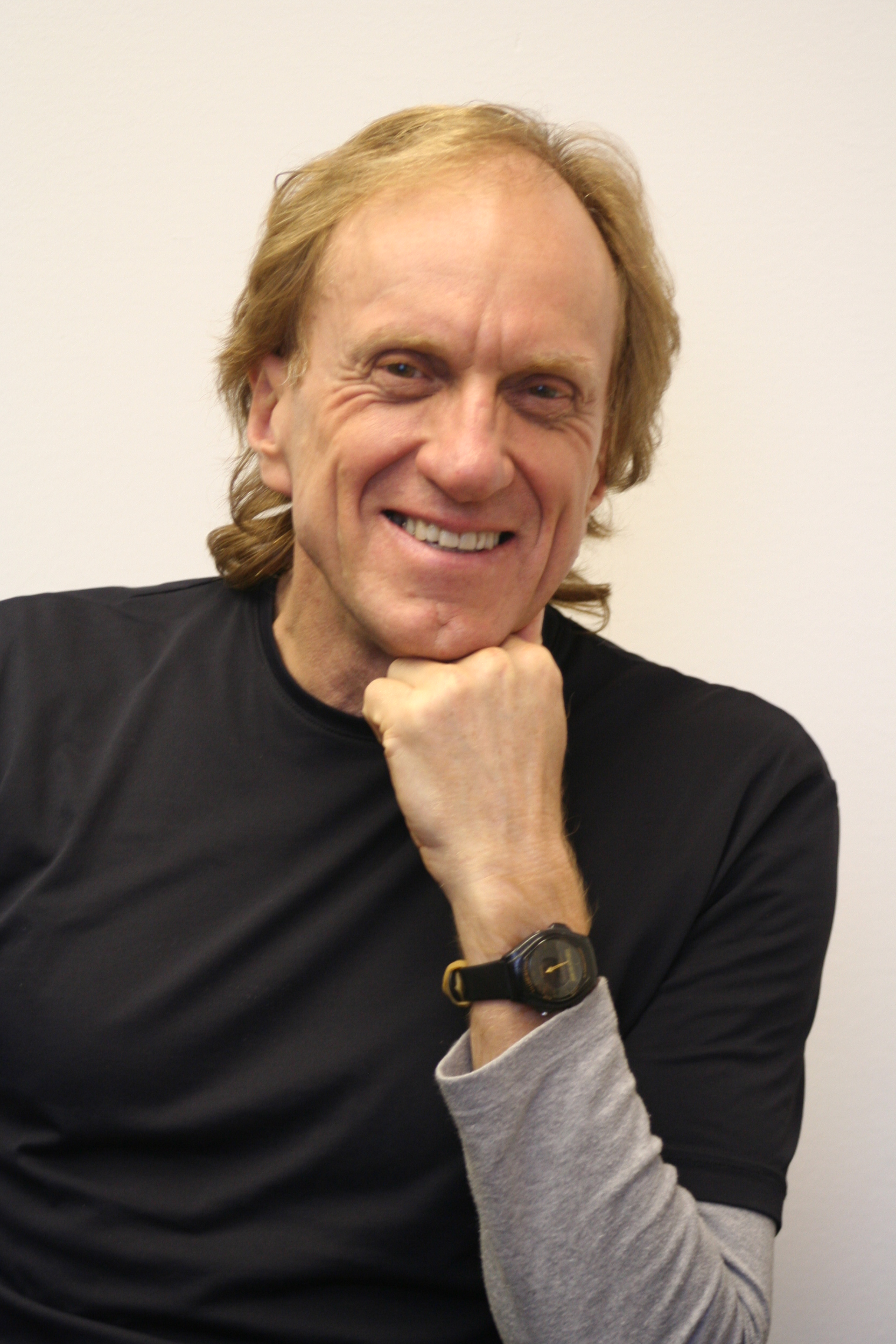
مایکل وایت یکی از بنیان‌گذاران روایت درمانی که در سال ۲۰۰۸ میلادی درگذشت.

روایت درمانی در میانه‌های دهه هشتاد میلادی توسط «مایکل وایت» و «دیوید اپستون» بنیان نهاده و به این نام ارائه شد. با این وجود خود مایکل وایت و دیوید اپستون در همان سال‌های نخستین مطرح کردند که با نامگذاری روش‌های روایی کار به روایت درمانی موافق نیستند. آن‌ها مطرح کردند که این نامگذاری برخلاف فلسفهٔ زیربنایی روش‌های کار روایی (پساساختارگرایی) می‌باشد و همچنین واژهٔ "درمانی" با رویکردی که روایت درمانگران به مراجعان دارد سازگار نیست. مایکل وایت در مقدمهٔ یکی از کتاب‌هایش که در سال ۱۹۹۲ به چاپ رسید می‌گوید:
به نظر می‌رسد دست کم تا امروز، کار ما موفق شده‌است در برابر هرگونه طبقه‌بندی مهندسی شده ایستادگی کند. با وجود اینکه دیگران از طریق توصیفاتی ساده و گاهی‌اوقات جمع‌بندی‌هایی قاطع و نهایی به معرفی کار ما پرداخته‌اند، بیشتر این توصیفات و جمع‌بندی‌ها به شدت ناهمگون و نامتجانس بوده‌اند و هیچ‌یک از آن‌ها به‌طور کامل برای ما رضایت بخش نبوده‌است … در رد کردن نامگذاری کارمان به شکلی که آن را با هر یک از مکاتب خانواده درمانی و مشاوره مرتبط سازد، استوار مانده‌ایم و همچنین به شدت مخالف این ایده هستیم که مشارکتمان را به عنوان یک مکتب کاری مجزا در نظر بگیریم. باور داریم که چنین نامگذاری تنها منجر به کاسته شدن آزادی ما در راستای بررسی و کنکاش بیشتر در میان ایده‌ها و روش‌های کاری مختلف می‌شود. همچنین این نامگذاری باعث می‌شود که شناسایی مشارکت‌ها و هم بخشی‌های بی‌همتای دیگران در جهت توسعهٔ این روش‌ها دشوار شود. از این رو در مجموع تمایل داریم کار توسعهٔ این روش‌های کاری همچون کتابی گشوده و در حال نگاشته شدن باقی بماند. ما توجهات را به این واقعیت جلب می‌کنیم که یکی از مهم‌ترین ابعاد مرتبط با این کار که برای ما از درجهٔ اهمیت محوری برخوردار است، «روحیهٔ ماجراجویی» می‌باشد. بیشتر «اکتشافاتی» که نقش عمده‌ای در توسعهٔ روش‌های کارمان داشته‌اند از پس چنین واقعیتی سر برآورده‌اند (در پاسخ به پیامدهای بی‌همتایی که در کار با خانواده‌های مختلف به آن‌ها برخوردیم) و همچنین ملاحظات تئوریکی که ما را در مسیر کنکاش و گسترده‌سازی محدودهٔ روش‌های کارمان یاری رسانده‌اند (اپستون و وایت، 1992).
با این وجود روش‌های کار روایی به سرعت و در دهه نود میلادی در آمریکا به شهرت رسید و فراگیر شد و بیشتر افراد آن را با همان نام روایت درمانی می‌شناسند. این شهرت، با چاپ و انتشار کتاب‌ها و تحقیقات مختلف این دو فرد در رابطه با روند درمان افرادی با مشکلات اختلال کم‌توجهی - بیش‌فعالی، بی‌اشتهایی عصبی و حتی اسکیزوفرنی، بیشتر شد. طی سال‌های اخیر این رویکرد روان درمانی به گسترهٔ وسیع تری از مشکلات پرداخت و تحقیقات زیادی انجام گرفت و امروزه به عنوان یکی از مهم‌ترین مکاتب روان درمانی و مشاوره پست مدرن مطرح می‌باشد.

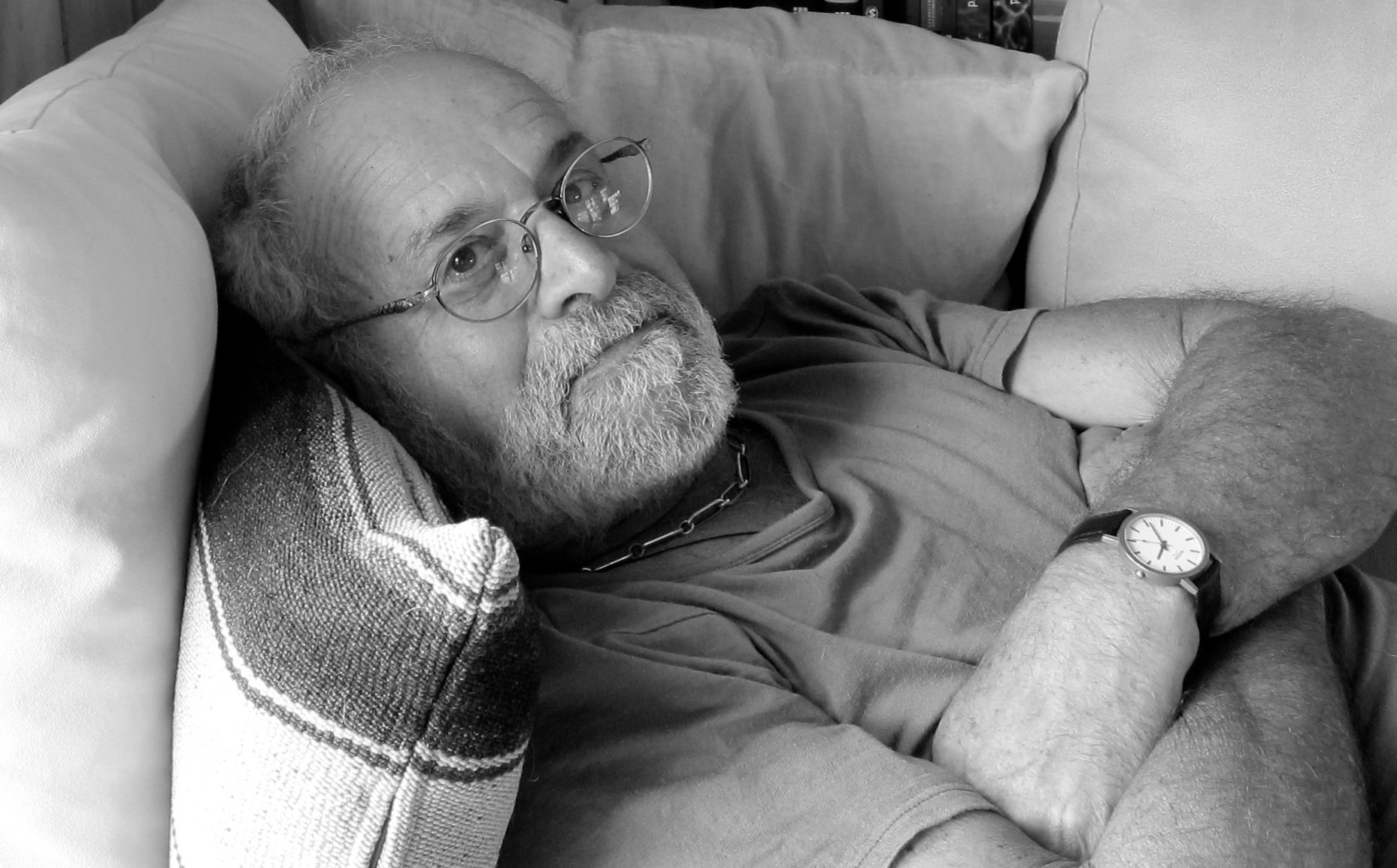
دیوید اپستون در کشور نیوزلند مشغول بکار است و با این وجود همکاری نزدیکی با مرکز دولویچ دارد و همچنین کارگاه‌ها و جلسات زیادی در دیگر مراکز و دانشگاه‌های دنیا که در زمینه روش‌های کاری روایی فعال هستند برگزار می‌کند.

«مرکز دولویچ» (The Dulwich Centre) واقع در شهر ادلاید استرالیا که توسط مایکل وایت و همکارانش تأسیس شد، همچنان به عنوان مرکز اصلی آموزش و تحقیق و توسعهٔ روایت درمانی فعال است. این مرکز در حال حاضر توسط همسر مایکل وایت (شریل وایت) و شاگردش دیوید دنبرو و همچنین با کمک دیگر همکاران، محققان و روانشناسانی که در کشورهای مختلف و با روش‌های روایی کار می‌کنند، اداره می‌شود.

## نمای کلی
عبارت «روایت درمانی» مفهوم ویژه‌ای دارد و با روان‌شناسی روایتی (داستانی) که از داستان‌ها و قصه‌ها به عنوان ابزار درمانی استفاده می‌کنند (قصه درمانی)، یکسان نیست. در واقع روایت درمانی مربوط به تئوری و تحقیقات و اندیشه‌های سبک کاری «مایکل وایت»، «دیوید اپستون» و افراد دیگری است که برای گسترش این رویکرد تلاش کرده‌اند.
به‌طور خلاصه رویکردهای روایی بر این نگرش استوارند که هویت فرد عمدتاً بر اساس روایت‌ها و داستان‌های فرد از زندگی اش شکل گرفته‌است؛ چه برگرفته از روایت‌های کاملاً شخصی اش و چه برگرفته از روایت‌های عموماً فرهنگی-اجتماعی که در بستر زندگی افراد در جریان هستند. با این دیدگاه، هویت افراد از دید فلسفهٔ پساساختارگرایانه و به طبع آن روش‌های کار روایی، یک مفهوم سیال و دائماً در حال تغییر در نظر گرفته می‌شود. نتیجه‌گیری‌های هویتی که برای فرد یا گروهی مشکل آفرین هستند، در نتیجهٔ تسلط و غلبهٔ روایتِ آمیخته به مشکل پدید می‌آیند (داستانِ مشکل آمیخته).
غلبهٔ روایت‌های آمیخته به مشکل بر داستان فرد، به قیمت به حاشیه رانده شدن برخی روایت‌های مطلوب فرد از زندگی اش تمام می‌شود. این دانش و هویتِ به حاشیه رانده شده توسط گفتمان‌های برجسته تری، رد صلاحیت می‌شوند و در نتیجه روایت‌های آمیخته به مشکل داستان فرد را در بر می‌گیرند. همچنین عبارت‌های دو قطبی همانند «سالم و ناسالم»، «طبیعی و غیرطبیعی»، «کارآمد و ناکارآمد» پیچیدگی داستان تجارب فرد را نادیده می‌گیرند و از معانی مورد نظری که فرد در محیط و شرایط زندگیش به آن تجارب می‌بخشد، چشم پوشی می‌کنند.

### مشکلات افراد و رویکرد روش‌های کاری روایی
نگرش کلی روایت درمانی بر مبنای چگونگی روایت داستان‌هایی که از زندگی خویش نقل می‌کنند استوار است. واژهٔ «روایت» بازگوی چند داستانی بودن هویت ما و معانی مربوط به آن‌ها است. روایت درمانی به فرد یاری می‌دهد تا مسیر داستان گویی متفاوتی از مسیرِ مشکل را برای خویش روشن کند؛ مسیری که شامل آمال، ارزش‌ها و تعهدات خود فرد است. یک روایت درمانگر مشتاق است تا فرد را یاری رساند تا بتواند مسیرها، روایت‌ها، اشکال مختلف بخش‌های زندگی، فرصت‌ها و احتمالات مختلف را به‌طور گسترده‌ای در زندگیش ترسیم کند. روایت درمانگر به‌طور هم‌زمان فرد را به تحقیقی مشترک دربارهٔ تأثیرات گستردهٔ مشکل در زندگی خود و اطرافیانش نیز ترغیب می‌کند.
در این مسیر به جای تمرکز بر مشکل به عنوان بخشی از ماهیت وجودی فرد، با تمرکز بر تأثیرات احتمالی یک مشکل در زندگی وی، روایت درمانگر میان فرد و مشکلش فاصله‌ای ایجاد می‌کند. نمود بزرگ این مفهوم در روایت درمانی شعار «فرد مشکل نیست، بلکه مشکل، مشکل است» روایت درمانی سعی در جداسازی ماهیت فرد از مشکلش دارد. روایت درمانی سعی دارد برخلاف بسیاری از رویکردهای دوره مدرنیست که ویژگی‌ها و مشخصات افراد را به‌طور قطع به یقین بخشی از ماهیت وجودی آن‌ها می‌دانستند، مشکلات افراد را از خود آن‌ها جدا کند و با استفاده از تکنیک «بیرونی سازی» (به انگلیسی: Externalization) این نگرش را در فرایند کار با مراجعان عملی می‌سازد. حتی نقاط قوت و توانایی‌های مثبت فرد نیز بیرونی‌سازی می‌شود تا فرد بتواند روایت بهتر و شفاف تری از ماهیت زندگی و خویشتن خویش کسب کند. طی فرایند بیرونی سازیِ مشکل، کارِ بررسی و تحلیل تأثیرات احتمالی مشکل برای فرد آسان‌تر می‌شود. نمونه‌ای دیگر از فرایند «بیرونی سازی» زمانی میسر می‌شود که فرد آمال و آرزوها، مقاصد، ارزش‌ها و تعهداتش را کنکاش می‌کند و با آن‌ها در ارتباط نزدیک قرار می‌گیرد. وقتی ارزش‌ها و اهداف فرد در بخش‌هایی از زندگیش نمود پیدا می‌کنند و مکان‌یابی می‌شوند، این ارزش‌ها و اهداف می‌توانند تجربه و در نتیجه روایت فرد از زندگیش را بازنویسی کنند و در نهایت در برابر مشکلات احتمالی زندگی اش مقاومت ایجاد کنند.
روایت درمانگر در طول روند مشاوره، تمرکز بر روایت گویی فرد مراجعه‌کننده دارد. ارتباط میان روان درمانگر و فرد در این نوع از روان درمانی (مشاوره) یک ارتباط همسطح و یاری گرانه است و نه از نوع ارتباط یک متخصص با فرد مراجعه‌کننده. در این ارتباط تلاش مشاور بر این است تا روایت فرد از خویشتن و زندگی اش باصطلاح قوی تر و
ضخیم‌تر شود. طی این روند، روایت درمانگر سوالات ویژه‌ای را می‌پرسد تا حوادث و وقایع زندگی فرد، از مختصات تازه و روشنی روایت شوند. مختصاتی که تاکنون بخشی از طرح و نقشهٔ داستانِ مشکل آفرین نبوده‌است.
در سطح عملی، روایت درمانی شامل فرایند «ساختارشکنی» و «معنا سازی» یا «ساختار سازی» تازه برای فرد مراجعه‌کننده است. این فرایندها طی روند خاصی از پرس و جو و همکاری متقابل میان روایت درمانگر و فرد مراجعه‌کننده انجام می‌شوند. روایت درمانی می‌تواند در زمینه‌های خانواده درمانی، مشاوره روان‌شناسی، روان‌شناسی آموزش و بسیاری زمینه‌های مرتبط دیگر مورد استفاده قرار گیرد.
اگر چه روایت درمانگران مختلف، روش‌های گوناگونی برای کار دارند (بعنوان نمونه «دیوید اپستون» از نامه نگاری و مدارک نگاری دیگری با مراجعینش استفاده می‌کند)، با این وجود عناصر کلیدی و محوری در میان تمام روش‌های کاری روایی موجود هستند که فرد می‌تواند دریابد که یک روان درمانگر در حال استفاده از روش‌های روایی است. درمانگرانی که تمایل به استفاده از روش‌های کار روایی دارند می‌بایست توجه داشته باشند که این عناصر کلیدی زیربنا و پایهٔ اساسی این روش‌های هستند و هرگونه خلاقیت و بومی‌سازی می‌تواند با توجه به این عناصر صورت گیرد. کتاب «پیش‌درآمدی بر روایت درمانی» (مقدمه ی مترجمان) توضیح مفصل تری برای استفاده از این روش‌ها در فضاهای فرهنگی مختلف و اینکه چطور می‌بایست با حساسیت مناسب به سمت بومی‌سازی روش‌های کار روایی حرکت کرد ارائه می‌کند.

### عناصر کلیدی در روایت درمانی
برخی عناصر کلیدی روش‌های کار روایی عبارتند از:
- روایت‌های فرد از زندگیش، هویت وی را می‌سازد. به‌طوری‌که جریان غالب روایت مشکل ساز در زندگی فرد، بر اساس تأثیرات آن نوع از روایت پردازی در زندگیش پدید آمده‌است. از این رو فرد به عنوان مشکل تلقی نمی‌شود، بلکه این مشکل است که مشکل است. در واقع مشکل روایتی است از یک یا چند بعد زندگی که برای فرد کارایی ندارند.
- با توجه به بند قبلی بر «بیرونی سازی» تأکید می‌شود. بیرونی‌سازی می‌تواند مثل نامگذاری برای یک مشکل باشد. به شکلی که فرد می‌تواند تأثیرات مشکل را از زاویه‌ای دیگر در زندگی خویش ببینید؛ دریابد که مشکل در زندگیش به چه شکل عمل می‌کند؛ با نخستین تاریخچهٔ پدید آمدن مشکل بیشتر آشنا شود، ارزیابی اش کند تا بتواند در برابر آن به موقعیت تعریف شده‌ای دست یابد و در پایان نوع رابطهٔ دلخواه خود را با مشکل انتخاب کند.
- حساسیت، پیگیری و مورد خطاب قرار دادن روایت‌هایی که فرد در باب شکست‌های اش از خود دارد و بررسی این روایت‌ها با وجود ماهیتی از مشکل که بیرونی‌سازی شده‌است. در فرایند بررسی شکست‌ها و وضعیت بد زندگی با وجود مشکلی که بیرونی‌سازی شده‌است، به کشف نقاط استثنایی و روایت‌هایی که در سایهٔ وجود مشکل زیاد به آن‌ها توجه نشده‌است، پرداخته می‌شود. برخی موفقیت و پیروزی‌های فرد که چه پیش از ظهور مشکل و چه در زمان آن (حتی بسیار جزئی) به‌دست آمده‌اند، بیشتر مطرح می‌شوند.
- این نقاط استثنایی، «پیامدهای بی‌همتا» (به انگلیسی: Unique Outcomes) یا موقعیت‌های استثنایی در برابر مشکل نام دارند و با درنظرگرفتن روایتِ مشکل آمیخته، قابل پیش‌بینی نیستند.
- در روایت درمانی نوعی آگاهی قوی و ریشه دار نسبت به قدرت تأثیر نوع رابطهٔ روان درمانی میان فرد و مراجعه‌کننده وجود دارد. نگرشی که پرس و جوی مداوم از فرد مراجعه‌کننده و کنجکاوی نسبت به فرایند شکل‌گیری داستانِ مشکل آمیخته را در اولویت قرار می‌دهد و درمانگر هرگز پیش فرضی از اینکه فرد چرا دچار این مشکل شده‌است ندارد. به جای این پیش فرض‌ها درمانگر همواره کنجکاو می‌ماند و به فرد فرصت می‌دهد تا خود به روایت داستان‌ها بپردازد. این پرس و جوی مدام با این هدف انجام می‌شود که تأثیرات منفی پیش فرض‌ها و باورهای نادرست روان درمانگر در مورد فرد تا حد امکان کاهش یابند.
- پس از شناسایی کامل مشکل و تعریف هویتی تازه برای آن، و پس از آنکه برخی پیامدهای بی‌همتا در زندگی فرد کشف شدند، روایت درمانگر و فرد مراجعه‌کننده به مرور به سمت فرم دادن به داستان‌هایی جایگزین می‌روند. داستان‌های جایگزین داستان‌هایی هستند که با غنی‌سازی و بسط و توسعهٔ آن‌ها می‌توان امیدوار بود که نقش مشکل و داستانِ مشکل آمیخته در زندگی فرد را به شدت کاهش دهند. برای غنی‌سازی داستان‌های جایگزین روش‌های متعددی وجود دارد.
- روش‌های غنی‌سازی داستان‌های جایگزین می‌بایست با فرهنگ مراجعه‌کننده همساز باشند. روایت درمانی به روش‌های بومی و مرتبط با فرهنگ مراجعه‌کننده اهمیت زیادی می‌دهد. روش‌های کاری روایی در کشورهای مختلف بر اساس اولویت‌ها و ارزش‌های فرهنگی جوامع مختلف شکل و بوی متفاوتی به خود می‌گیرند. روایت درمانگران تلاش می‌کنند دربارهٔ فرهنگ و اولویت‌های کاری و علایق مراجعه‌کننده برای ادامه همکاری جویا شوند. چنانچه فردی به نوشتن یا نامه نگاری علاقمند است از روش‌های مرتبط استفاده می‌شود و چنانچه فردی به خانواده و مشورت اهمیت زیادی قائل است، درمانگر سعی می‌کند افراد خانواده یا بستگان فرد را در روند کار درگیر کند.
- برخی از روش‌های رایج غنی‌سازی داستان جایگزین، استفاده از نامه‌ها، اسناد، مدارک، مراسم، جشن‌ها و دعوت از بستگان فرد مراجعه‌کننده در روند گفت و گوها هستند.
- روش‌های کاری روایی به خلق، پردازش و کاربرد «اسناد و مدارک» (به انگلیسی: Documents) به نحوی که فرد و مشاور به‌طور دونفره فعالیت کنند اهمیت می‌دهد. فرد مراجعه‌کننده و درمانگر می‌توانند مدرک یا مدارکی را در راستای تحولاتی که برای فرد پیش آمده یا توقع داند پیش بیاید ایجاد کنند و از این مدارک در مراحل مختلف کار استفاده کنند. (مثال: مدرک فارغ شدن از شر افسردگی)[۵] گاهی درمانگر برای اهداف خاص درمانی برای مراجع نامه می‌نویسد. این نامه‌ها می‌توانند در حین درمان یا بعد اتمام دوره خوانده شوند و محتویات متفاوتی دارند که بسته به شرایط درمان با خلاقیت درمانگر تعیین می‌شوند. گاهی این نامه‌ها پست می‌شوند و گاهی در جلسات بعدی در اختیار فرد قرار می‌گیرند. جزئیات بیشتری دربارهٔ روش‌های مختلفی که روایت فرد از داستان‌های زندگی اش را دچار تغییرات شگرف می‌کند، در بخش بعدی ارائه می‌شوند.

## روند عملی کار در روایت درمانی
در روایت درمانی باورها، ارزش‌ها، توانایی‌ها، استعدادها، نقاط قوت و دانش خود فرد وی را از دچارِ روایتِ مشکل آفرین بودن رها می‌کنند و از این رو در پایان وی می‌تواند روایتی تازه داشته باشد. در عمل، یک روایت درمانگر به فرد یاری می‌رساند تا نوع و طبیعت رابطه اش با مشکل را بررسی کند، بیازماید و در نهایت آن را به دلخواه خویش تغییر دهد. در این فرایند روایت درمانگر نقش یک «گزارشگر محقق» را ایفا می‌کند؛ محققی که نه در مرکز ماجرا، بلکه به صورت همکارانه با خود فرد بر روند درمان تأثیر دارد. روایت درمانگر از آغاز این روند تا نقاط پایانی اش به نوعی مجموعه سوالاتی را مطرح می‌کند که فرد قادر می‌شود مشکل را «بیرونی سازی» کند و سپس مشترکانه و به‌طور اجمالی آن را مورد تحقیق و بررسی و ارزیابی قرار دهند.
همزمان با تحقیق روایت مشکل، کار روی «پیامدهای بی‌همتا» نیز انجام می‌شود و آن شرایط ویژه‌ای که مشکل در آن اوقات اثر کمتری در زندگی فرد داشته‌است نیز بررسی می‌شوند. این پیامدهای بی‌همتا زمان‌های استثنایی هستند که مشکل در زندگی فرد حضور بسیار کم رنگی دارد یا اصلاً حضور ندارد. استثناهایی که می‌توانند به پرداخت و ویرایش امیدها، آرزوها و تقویت کردن روایت فرد در راستای ضخیم کردن (غنی‌سازی و پربار کردن) داستانش بینجامند. روایت‌هایی پررنگ شده با این استثناها می‌توانند در مراحل بعدیِ روایت‌گری فرد از زندگی اش بیشتر به کار آیند. در نتیجه امکان غلبهٔ روایتِ مشکل آمیخته بر انواع دیگر روایت‌های فرد از زندگی و خویشتنش را کاهش دهند. در کتاب «پیش‌درآمدی بر روایت درمانی»، یک نمونه نمای کلی از مراحل کار روایت درمانی ارائه شده‌است. با این وجود نویسنده (بر مبنای بخشی مهمی از زیربنای فرهنگی و بومی روش‌های کاری روایی) تأکید دارد که این روش، تنها یک روش از روش‌های متعددی است که می‌توان در پیش گرفت. این اقدامات به ترتیب عبارتند از:
1. گفت و گوهای بیرونی ساز
2. ردیابی تاریخچهٔ مشکل
3. بررسی تأثیرات مشکل
4. جایگذاری مشکل در زمینه: واسازی
5. اکتشاف پیامدهای بی‌همتا
6. ردیابی معنا و تاریخچهٔ پیامدهای بی‌همتا
7. غنی‌سازی داستان جایگزین از طریق:
  - گفت و گوهای باز عضوگیری
  - مستندنگاری درمانی
  - نامه‌های درمانی
  - جشن‌ها و مراسم
  - هم پژوهشی از طریق گروه‌ها و تیم‌ها
  - شاهدان بیرونی و آئین‌های تعیین‌کننده[۱]

در اینجا شرح مختصری دربارهٔ هر یک از این مراحل ارائه می‌شود.

### گفت و گوهای بیرونی ساز
یکی از نخستین اقداماتی که یک روایت‌درمانگر علاقه‌مند به انجام آن است، جداسازی هویت فرد از مشکلی است که به واسطهٔ آن مراجعه به روان‌درمانگر صورت گرفته‌است؛ بنابراین روایت‌درمانگران مکالمات اولیه دربارهٔ مشکل را به نحوی پیش می‌برند که مشکل را در موقعیتی بیرونی و خارج از هویت فرد قرار دهند. این مقوله بر مبنای قضیهٔ بنیادینی است که «این مشکل است که مشکل است»، در برابر اینکه بخواهیم فرد را به‌عنوان مشکل در نظر بگیریم.
گفت‌وگوهای بیرونی‌ساز که مرتب در فرایند روایت‌درمانی رخ می‌دهند، روش‌هایی از گفتگو هستند که مشکل را از فرد جدا می‌کنند. بیرونی‌سازی و واقعیتی خارجی برای مشکل قائل‌شدن، بنیان و اساس شاید نه تمام، بلکه بسیاری از گفت‌وگوهای روایی هستند. فرایند بیرونی‌سازی یک جهش یا تغییر موضع در استفاده از زبان و گفتار است. نگرش و گرایشی است که باید بر گفت‌وگوها حاکم شود نه یک تکنیک یا مهارتی فنی در بخشی از فرایند کار روان‌درمانی. تأکید بر این مقوله اهمیت زیادی دارد، چراکه اگر از بیرونی‌سازی فقط به‌عنوان یک تکنیک استفاده شود، چه بسا تأثیری خلاف آنچه مورد نظر است پدیدار شود. گفت‌وگوهای بیرونی‌ساز باید بستری فراهم کنند تا فرد بتواند مشکل را در هویتی جدا از خود ببیند. از این رو صحبت دربارهٔ مشکل به معنی صحبت از فرد نیست و ماهیت وجودی مشکل بخشی از حقیقت درونی فرد در نظر گرفته نمی‌شود. در چنین شرایطی است که برای فرد فضایی فراهم می‌شود تا فراغتی بیابد و در آن به جست‌وجوی «حرکتی» برای مقابله با مشکل بپردازد؛ فضایی که در آن بتواند با همکاری روایت‌درمانگرش، رابطه‌ای تازه میان خود و مشکل تعریف کند.

### ردیابی تاریخچهٔ مشکل
در همان نخستین دیدارهای مراجعه‌کننده و روان‌درمانگرانی که از روش‌های روایی استفاده می‌کنند، گفت‌وگوهای بیرونی‌ساز برای شکل‌دادن به مکالمات بین آن‌ها به کار گرفته می‌شوند (همان‌طور که در بخش پیشین به آن اشاره شد). با پیش روی گفتگوها، نام‌گذاری مشکل و جداسازی آن از هویت درونی فرد، روان‌درمانگر به پرسیدن سوالاتی می‌پردازد تا از طریق آن‌ها جویای تاریخچهٔ موجودیت مشکل در زندگی فرد شود. این تاریخچه ممکن است شامل رخدادها و شرح حال‌هایی از گذشته‌های دور (شاید حتی پیش از آن‌که مشکل وارد زندگی فرد شود) یا گذشته‌های نزدیک (شاید یک‌هفته، یک‌روز یا ساعاتی پیش از مراجعه یا زمان میان نخستین تماس با روان‌درمانگر و نخستین دیدار آنها) باشد. این نگرش تحقیقی تلاش بر آشکارسازی ردپای تأثیرات مشکل در زندگی فرد طی یک بازهٔ زمانی طولانی دارد. آغاز روند این ردیابی با تکیه بر گفته‌های خود فرد شکل می‌گیرد و درمانگر اصراری بر یک حادثهٔ خاص یا بخشی از ماجرا ندارد.

### بررسی تأثیرات مشکل
بررسی برخی جزئیات تأثیری که مشکل در زندگی شخص بر جای گذاشته‌است در آغاز گفت‌وگوهای درمانی امری مهم به حساب می‌آید. همچنان که دربارهٔ مشکل به‌صورت بیرونی‌سازی‌شده و خارج از هویت فرد صحبت می‌شود (رجوع شود به بخش سوم) درمانگر می‌تواند به پرسیدن سلسله پرسش‌هایی دربارهٔ زمینه‌هایی که مشکل ممکن است در آن‌ها تأثیرگذار بوده باشد بپردازد. در کتاب «پیش‌درآمدی بر روایت درمانی»، مثال‌هایی برای این گونه سلسله پرسش‌ها به این گونه مطرح شده‌اند:
- حس فرد از خویشتنش: او دربارهٔ خودش به‌عنوان یک فرد چطور می‌اندیشد؟
- نگرش فرد از خودش به‌عنوان شریک زندگی، پدر، مادر، همسر، خواهر یا برادر، همکار و غیره.
- امید و آرزوهاش، احساس او نسبت به آینده
- رابطهٔ او با فرزندان، همسر، والدین، همکاران و دیگر اعضای جامعهٔ اطرافش.
- شغل فرد
- زندگی اجتماعی فرد
- روحیه و افکار فرد
- سلامت جسمی او
- خلق‌وخو و احساساتش
- زندگی روزمرهٔ او

بر اساس موارد بالا، مثلاً سوالات ممکن است این‌گونه مطرح شوند:
- - «عادات» چه تأثیری در رابطه میان تو با معلمت دارند؟ آیا تو را به او نزدیک‌تر می‌کند یا دورتر؟
  - «هیولای افسردگی» چه تأثیری بر تفکرات تو نسبت به خودت داشته‌است؟
  - چطور «صداهای خشمگین» میزان انرژی روزانه‌ات را تحت‌تاثیر قرار داده‌اند؟
  - «پرخوری عصبی» چه تأثیری بر خلق‌وخو یا احساساتت دارد؟
  - «هراس» چگونه باورهای تو در مورد افراد و جهان پیرامونت را تحت‌تاثیر خود قرار داده‌است؟
  - آیا «کج‌خلقی» تأثیری بر امور شغلی‌ات داشته‌است؟
  - این «نگرانی» چه تأثیری بر نگاه تو نسبت به خودت به‌عنوان یک پدر داشته‌است؟
  - «دعوا و جنجال» چه تأثیری در زندگی اجتماعی‌ات داشته‌است؟ آیا تغییری در زندگی اجتماعی‌ات حس کرده‌ای؟
  - «آسیب» چه تأثیری بر چگونگی نگاه تو نسبت به خودت به‌عنوان همسر یا مادر داشته‌است؟[۱]

### جایگذاری مشکل در زمینه: واسازی
بخش ششم کتاب «پیش‌درآمدی بر روایت درمانی» به این مقوله می‌پردازد. از دیدگاه روایت‌درمانی مشکلات فقط زمانی رشد و بقا دارند که از طریق ایده‌ها، باورها و اصول به‌خصوصی از آن‌ها حمایت شود. به عنوان مثال اعمال و رفتارهای خشونت‌آمیز برخی مردان یا سوءاستفاده از زنان، فقط زمانی فرصت پدیدار شدن می‌یابند که از طریق ایده‌های مردسالارانه از آن‌ها برای توجیه این نوع خشونت‌ها حمایت شود؛ مثلاً کم‌خوری عصبی و پرخوری عصبی فقط در بستر فرهنگ‌هایی شیوع و گسترش می‌یابند که مقولهٔ لاغری در آن جوامع نوعی ارزش تلقی شود (جالب است از آنجا که توقع لاغری و اندام مناسب برای زنان در جوامع امروزی بیشتر شده‌است، این مشکلات نیز عموماً دامنگیر زنان می‌باشند). بسترهایی که موفقیت و صلاحیت افراد را از طریق شکل، اندازه و فرم بدن آن‌ها قضاوت می‌کند، شاید بیشتر در بستر فرهنگ‌هایی که فردگرایی و خودنگری را ترویج می‌دهند.
روایت‌درمانگران علاقه‌مند به کشف، درک و مجزاسازی (واسازی) باورها، ایده‌ها و شیوه‌هایی از فرهنگ گسترده‌تری هستند که فرد در آن زندگی می‌کند؛ فرهنگ‌هایی که در خدمت مشکل هستند و از داستانِ مشکل آمیخته حمایت می‌کنند. با استفاده از این روش باورهای فرهنگی که ورود مشکل به زندگی فرد را تسهیل کرده‌اند و باورها و ایده‌هایی که حمایتگر حفظ و بقاء زندگیِ مشکل بوده‌اند، برای پرسش و به چالش کشیده شدن بیشتر در دسترس قرار می‌گیرند. ایده‌ها و باورهایی که به مشکلات کمک می‌کنند اغلب به نوعی «مسلم در نظرگرفته» بوده‌اند؛ تحت عنوان «حقیقت» یا نوعی «درک معمول و پیش‌پاافتاده». از طریق پرسش‌ها و گفت‌وگوها درمانگران می‌توانند با افرادی که به آن‌ها مراجعه می‌کنند همکاری کنند و به کمک هم این ایده‌ها و اعمال را بررسی، تعیین و تعریف کنند و سپس آن‌ها را از هم جداسازی و پیشینهٔ آن‌ها را ردیابی کنند. درمانگران در تمام ملاقات‌هاشان با افراد می‌توانند زمینه و بستری را که داستانِ غالب مشکل در آن وجود دارد در نظر بگیرند: ایده‌ها و باورهایی که بقای مشکلات را تضمین می‌کنند و همین‌طور سابقهٔ این ایده‌ها را. درمانگران گوش می‌کنند و در این حین از خودشان می‌پرسند:
- چه پنداشت‌هایی به‌عنوان پس‌زمینهٔ این فرضیات هستند که باعث می‌شوند این نوع روایت برای فرد ملموس یا قابل قبول باشد؟
- چه پنداشت‌های بی‌نامی در پس‌زمینه قرار دارند که باعث کاراییِ این داستان می‌شوند؟
- چه ایده‌هایی ممکن است توضیح‌دهندهٔ چگونگی سخن‌گفتن و عمل‌کردن افراد باشند؟
- برخی روش‌های مسلم فرض شده برای بودن و زندگی کردن که بقای مشکل را حمایت می‌کنند چه هستند؟
این فرایندهای ازهم‌جداسازیِ قسمت‌ها و بررسی دوبارهٔ حقایقِ مسلم فرض شده، تحت عنوان واسازی شناخته شده‌اند. گفت‌وگوهای واسازی یکی دیگر از مؤلفه‌های اصلی روایت‌درمانی هستند (صفحه 97).

### اکتشاف پیامدهای بی‌همتا
روایت‌هایی که در مسیر روند روان‌درمانی از سوی فرد برای روایت‌درمانگر نقل می‌شوند، سرشار از رخدادهایی هستند که گاه با داستانِ مشکل آمیخته همسو و گاه در تضاد با آن هستند. گاهی اوقات این رخدادها در فضایی خارج از چارچوب فضای داستانِ غالبِ مشکلِ آمیخته قرار دارند. روایت‌درمانگران گاهی دربارهٔ رخدادهایی می‌شنوند که جریان تأثیرگذاری مشکل در زندگی فرد را بازگو می‌کنند و گاهی از رخدادهایی می‌شنوند که در برابر جریان تأثیرگذاری مشکل ایستادگی کرده‌اند. برای اکتشاف پیامدهای بی‌همتا می‌بایست در جست‌وجوِ زمان‌هایی که مشکل کم‌اثر یا بی‌اثر بوده‌است به روایت‌های فرد گوش سپرد.
تلاش درمانگر برای پدیدارسازی و اکتشاف پیامدهای بی‌همتا در جهت به کار گرفتن این وقایع برای گشودن راه‌هایی است به سمت توصیفاتی پربارتر از زندگی و روابط فرد. پیامدهای بی‌همتا دریچه‌ای به سوی روایت‌های جایگزین هستند. در نمودار زیر ضربدرهایی که به هم متصل شده‌اند تا خط‌چین‌ها پدید آیند را می‌توان به عنوان پیامدهای بی‌همتا در نظر گرفت. هرچند در سایهٔ روایت غالب (داستان مشکل آمیخته) این خط‌چین‌های تداعی‌کنندهٔ روایت جایگزین کمتر به چشم می‌آیند، اما بااین‌حال موجود و آمادهٔ اکتشاف هستند.

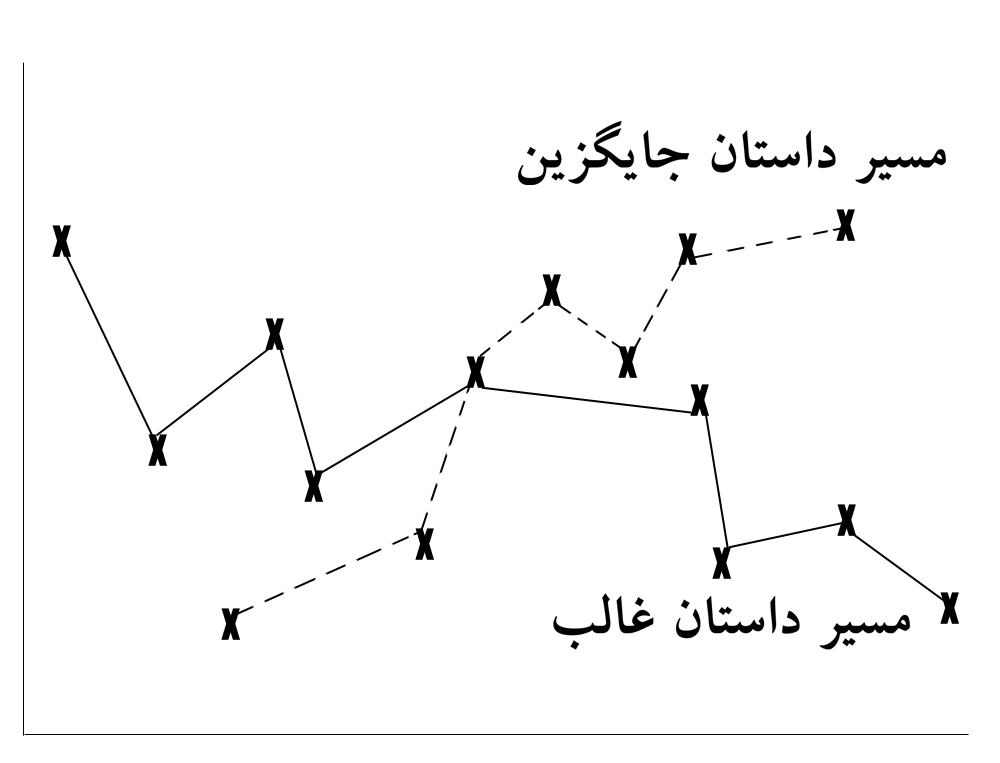

درمانگرانی که با روش‌های روایی کار می‌کنند در نظر می‌گیرند که چنین وقایع یا پیامدهای بی‌همتایی در انزوا نیستند. آن‌ها باور دارند که مشکلات هرگز به‌طور قطعی و صددرصدی موفق نیستند و در نتیجه وقایع و رخدادهای دیگری نیز در زندگی فرد (چه در گذشته یا حال حاضر) وجود دارند که می‌توانند به این نمونه‌های کشف‌شده متصل و مربوط شوند. روایت‌درمانگران این زمان‌های استثنایی را به عنوان یک اتفاق ناچیز پیش‌پاافتاده یا صرفاً تصادفی در نظر نمی‌گیرند. آن‌ها چنین وقایع درخشنده‌ای را گشایشی به سمت گفت‌وگوهایی تازه و متفاوت در نظر می‌گیرند؛ گشایشی که فرد را از نتایج کم‌بار رهایی می‌بخشد و به سوی توصیفات و نتایجی پربار هدایت می‌کند.

### ردیابی معنا و تاریخچهٔ پیامدهای بی‌همتا
پس از یافتن پیامدهای بی‌همتا روایت‌درمانگران علاقه‌مند به بررسی گسترده‌تر آن‌ها هستند. پیامدهای بی‌همتا دریچه‌ای به سمت پدیدار شدن و فرم دادن به روایت‌هایی تازه و متفاوت هستند. ردیابی تاریخچه و درک این‌که یک پیامد بی‌همتا برای فرد چه بار معنایی خاصی دربردارد، مرحلهٔ بعدی گفت‌وگوهای میان فرد و مشاور است. با ردیابی تاریخچهٔ پیامد بی‌همتا، درمانگر تلاش در بناکردن و آشکارسازی روایتی با ویژگی‌های متفاوت در زندگی فرد دارد و در نهایت این که چنین روایتی به مرور در کنار دیگر داستان‌های زندگی فرد به آن‌ها متصل شود. هرچه پیامدهای بی‌همتای بیشتری کشف و ردیابی و آشکار شوند و بار معنایی هر پیامد بی‌همتا برای فرد پررنگ‌تر شود، طرح و بستر تازه‌ای برای روایتی دیگرگونه فراهم و به مرور روایتی جایگزین به شکلی پربارتر توصیف و تشریح می‌شود.

### غنی‌سازی داستان جایگزین
به‌طور خاص، «گفتگوهای بازنگاری» (به انگلیسی: Re-Authoring Conversations) به مجموعه روش‌هایی گفته می‌شود که می‌توانند منجر به غنی‌سازی داستان جایگزین شوند. هنگامی‌که روایتی تازه و ارجح در گفتمان فرد پدیدار می‌شود، روایت‌درمانگر علاقه‌مند به یافتن روش‌هایی است تا فرد را با این روایت تازه درارتباط باقی نگه دارد. به‌واقع درارتباط باقی‌ماندن فرد با داستان‌های جایگزین و ضخیم‌سازی داستان جایگزین پس از یک یا چند جلسه مشاوره، برای بسیاری افراد چالشی بزرگ به حساب می‌آید. روش‌های متعددی برای این کار مطرح شده‌اند. تمام این گزینه‌ها می‌توانند نقش بسزایی در خلق توصیفاتی پربارتر برای داستان جایگزین داشته باشند و از این رو فرد را یاری کنند با گذشت زمان ارتباطش را با داستان ارجحش از دست ندهد و با تمام جزئیات و کیفیات آن در ارتباط باقی بماند و مرور زمان حتی به پربارتر شدن آن نیز بینجامد. بسته به تعداد جلساتی که فرد و درمانگرش ملاقات می‌کنند، آن‌ها می‌توانند از یک یا چند تا از چنین گزینه‌هایی در جلساتشان استفاده کنند. انتخاب این گزینه‌ها نمی‌بایست به صورت اتفاقی یا بر اساس تمایلات درمانگر انجام شود. بلکه درمانگر می‌بایست نکاتی را برای این انتخاب در نظر بگیرد که در کتاب «پیش‌درآمدی بر روایت درمانی» به برخی از این نکات اشاره می‌شود.

#### گفت و گوهای باز عضوگیری
«گفتگوهای باز عضوگیری» (به انگلیسی:Re-Membering Conversations) یکی از روش‌های مؤثر و اجتماعی برای غلبه بر بازیابی زندگی فرد از دام مشکلات هستند. برای به‌دست‌آمدن درک بهتری از آنچه «گفت‌وگوهای بازعضوگیری» نام دارد، ابتدا نیاز به درنظرگرفتن زندگی هر فرد به‌عنوان باشگاهی است که اعضای مختلفی دارد. وقتی به تمام افرادی که در زندگی روزمرهٔ ما به‌نوعی با ما در ارتباط هستند بیندیشیم، می‌توانیم آن‌ها را به‌عنوان اعضای باشگاهِ زندگی‌مان در نظر بگیریم. برخی از این افراد را کاملاً آگاهانه و از سر انتخاب خویش به عضویت باشگاهمان دعوت کرده‌ایم و در عضویت برخی از این افراد حق انتخاب زیادی نداشته‌ایم. گفت‌وگوهای بازعضوگیری مراجعه‌کننده را در فرایندی قرار می‌دهند تا به‌شکلی آگاهانه و عمدی عضویت افراد مختلف در باشگاه زندگی‌شان را بررسی کنند؛ مثلاً این‌که تمایل دارند عضویت چه کسانی را تمدید کنند یا حتی ارتقا دهند (مثلاً به درجهٔ VIP) و عضویت کدام اعضا را بازنگری یا حتی لغو کنند.

#### مستندنگاری درمانی
در حالی که افراد مشغول بازنگاری زندگی و روابطشان هستند، بعضی دانسته‌ها دربارهٔ مشکل و بعضی اولویت‌ها برای ادامهٔ زندگی شفاف‌تر می‌شوند. به‌مجرد این‌که داستان‌ها و روایت‌های تازه از زندگی فرد نگاشته می‌شوند و این داستان‌ها عرصه‌ای برای پدیدار شدن می‌یابند، از تأثیر داستانِ غالب، رفته‌رفته کاسته می‌شود. مستندنگاری درمانی چنین اولویت‌ها، دانسته‌ها و تعهداتی را ثبت و ضبط می‌کند تا باز در هر زمان لازم در آینده برای فرد قابل دسترس باشند.

#### نامه‌های درمانی
برای یاری‌رساندن به افراد یا خانواده‌ها می‌توان از روش‌های گوناگون نامه نگاری استفاده کرد. دیوید اپستون و مایکل وایت انواع مختلفی از نامه‌های درمانی را معرفی کردند که شامل موارد زیر می‌شوند:
- نامه‌هایی مثل خلاصهٔ جلسات
- نامه‌های مختصر
- نامه‌هایی به‌صورت دعوت‌نامه برای ایجاد رابطه
- نامه‌های بی‌نیازی
- معرفی‌نامه‌ها

پس از آن‌ها نیز، رویت درمانگران دیگری در تحقیقات و کتاب‌هایشان از نمونه‌های دیگر روش‌های استفاده از نامه‌های درمانی نوشتند. برای استفاده از نامه‌ها در حیطهٔ کار روایت‌درمانی، مقالات و کتاب‌های مختلفی وجود دارند و دو نمونه از آن‌ها کتاب‌هایی هستند که خود مایکل وایت و دیوید اپستون نوشتند. همچنین کتاب «پیش‌درآمدی بر روایت درمانی» به برخی از این نمونه‌ها به تفصیل اشاره و مثال‌هایی مطرح می‌کند.
پیش از این‌که درمانگر نامه‌ای ارسال کند، باید حتماً با مراجعه‌کننده یا افراد خانواده در مورد این ایده مشورت کند. روایت‌درمانگران از اعضای خانواده دربارهٔ علاقه‌مندی آن‌ها به دریافت نامه پرس‌وجو می‌کنند و چنانچه فرد یا اعضای خانواده علاقه‌مند باشند، درمانگر همچنان باید نسبت به دلایل علاقه‌مندی فرد یا خانواده جویا شود. درمانگر می‌تواند برخی گزینه‌های ممکن را که در محتوای این نامه‌ها مطرح می‌شوند برای فرد توضیح دهد یا از تک تک اعضای خانواده بپرسد که کدام بخش از محتویات نامه ممکن است برای آن‌ها جذابیت بیشتری داشته باشد. به‌طور کلی در محدودهٔ شیوه‌های روایی، نامه‌های درمانی اغلب نقش قابل توجهی ایفا می‌کنند. در برخی شرایط امکان دارد تمام فرایند مشاوره از طریق نامه‌ها انجام شود (مثلاً مواقعی که به هر دلیل گفت‌وگوِ مستقیم امکان‌پذیر نیست یا فرد حاضر به حضور در جلسه نمی‌شود). نامه‌نگاری همچنین می‌تواند در شرایطی که افراد دربارهٔ حضور در جلسات مشاوره اطمینان ندارند و نمی‌دانند که آیا می‌خواهند با درمانگر صحبت کنند یا نه (مثلاً در شرایط غیرداوطلبانه) بسیار با اهمیت باشد. در این‌گونه شرایط نامه‌ها می‌توانند بستر شروعی بی‌هراس برای گفت‌وگوهای رودررو فراهم کنند. در موقعیت‌های دیگر نامه‌ها مثل روندی موازی با گفت‌وگوهای حضوری و رودررو عمل می‌کنند، به ضخیم‌سازی (پربارسازی یا غنی‌سازی) داستان‌های آلترناتیو می‌پردازند و بازتابی از اندیشه‌ها فراهم می‌کنند که بعدها در هر زمانی می‌توان به آن‌ها رجوع کرد.

#### جشن‌ها و مراسم
جشن‌ها و مراسم به‌واقع تجلیلی هستند از قدم‌های مهمی که در مسیرِ سفرِ «دورشدن از داستان‌های مشکل آمیخته» به سمت «داستان‌های تازه و ارجح» برداشته می‌شود. نوشتن در مورد ویژگی‌ها و نحوهٔ برگزاری این مراسم و جشن‌ها کار دشواری است، چراکه به گوناگونی افرادی که در هر جشن ممکن است حاضر باشند، روش‌های مختلفی نیز برای برگزاری آن‌ها وجود دارد. جشن‌ها می‌توانند رسمی یا غیررسمی باشند و امکان دارد که با حضور یا بدون حضور درمانگر برگزار شوند.

#### هم پژوهشی از طریق گروه‌ها و تیم‌ها
افرادی که چه در حال حاضر چه در گذشته‌شان تجاربی در برخورد با مشکلات داشته‌اند، دانسته‌ها، توانایی‌ها و مهارت‌های خاصی کسب کرده‌اند که شاید برای دیگرانی که در شرایطی مشابه قرار دارند مفید واقع شوند. تخصص و دانش این افراد در برخورد با مشکل آنجا نمود پیدا می‌کند که مثلاً می‌توانند برای دیگران توضیح دهند «مشکل در زندگی‌شان چطور عمل می‌کرده» یا «از چه طریقی با آن‌ها سخن می‌گفته» یا «چه علایق و سلایقی را ترجیح می‌داده یا نمی‌داده‌است» یا این‌که آن‌ها «چطور راهی برای خنثی کردن تأثیرات مشکل در زندگی‌شان یافته‌اند» یا «چطور روابطشان را با مشکل بازنگری کردند». گاهی اوقات این فرایندِ از زیر خاک بیرون کشیدن و ثبت و ضبط دانسته‌های شخصی افراد با عناوینی مثل «مشورت با مشورت‌دهندگان» یا «هم‌پژوهشی» شناخته شده‌است. این فرایند به‌واقع شامل مستندسازی دانسته‌ها، مهارت‌ها و رویکردهایی است که افراد در رابطه با مشکلی که با آن برخورد داشته‌اند کسب کرده و بروز داده‌اند. اینجا هدف چنین مستندسازی‌هایی قابل دسترس‌کردن این دانسته‌ها، مهارت‌ها و رویکردها برای دیگران است. اینجا توزیع دانش به‌صورت واژگان نوشته شده انجام می‌گیرد؛ مثلاً نامه‌ها یا متون‌درمانی (که در بخش دهم و یازدهم به برخی از آن‌ها پرداختیم) شاید میان افرادی که با مشکلات مشابهی در کشمکش هستند دست به دست شود (البته روشن است که این کار حتماً باید با اجازهٔ صاحبان متون و نامه‌ها انجام شود). برای فراهم آوردن امکان دسترسی به دانسته‌ها، مهارت‌ها و رویکردهای دیگران بسیاری روایت‌درمانگران تلاش می‌کنند راه‌های دیگری نیز برای یاری‌رساندن به مراجعه‌کنندگانش پیدا کنند. در همین راستا برقراری ارتباط با تیم‌ها، گروه‌ها، کمیته‌ها و شبکه‌های مختلف و مشورت گرفتن از اعضای آن‌ها یکی از روش‌هایی است که این امر را میسر می‌سازد. در شرایط و بسترهای مختلف اجتماعی اعضای چنین گروه‌هایی را افرادی تشکیل می‌دهند که به در میان‌گذاشتن «دانسته‌های درون گروهی» یا فردی خویش با دیگران علاقه‌مند هستند. این افراد صدای کسانی را که با مشکلاتی مشابه برخورد داشته‌اند منعکس می‌سازند و فضایی فراهم می‌کنند که دانسته‌های درون گروهی آن‌ها توزیع شود.

#### شاهدان بیرونی و آئین‌های تعیین‌کننده
در این نوع به‌خصوص از مکالمات روایت درمانی، شاهدان بیرونی برای گوش دادن به بخشی از مکالمات به روند بین روان درمانگر و فرد دعوت می‌شوند. این افراد می‌توانند از دوستان یا اعضای خانوادهٔ فرد باشند یا مراجعان قبلی روان درمانگر باشند که مشکلی از جنس مشابه داشته‌اند. اصولاً در نخستین جلسه حضور شاهدان بیرونی، آن‌ها فقط شنونده هستند و هیچ صحبتی نمی‌کنند.
زمانی که نوبت به شاهدان عینی می‌رسد، فرد مراجعه‌کننده در جای دیگری می‌نشیند تا به مکالمهٔ روایت درمانگر و شاهد بیرونی گوش فرا دهد. شاهدان بیرونی از پیش توجیه می‌شوند که قرار نیست دربارهٔ مشکل فرد، نظر بدهند یا تحلیلی ارائه کنند یا انتقادی کنند. در واقع شاهدان بیرونی طی این مکالمه فقط و فقط مطرح می‌کنند که در زمان مشاهدهٔ مکالمهٔ میان فرد و روایت درمانگر چه نکاتی از آنچه شنیدند برایشان جالب بود، چه تصویری در ذهنشان نقش بست یا چه گفتاری از آنچه شنیدند برایشان اهمیت بسزایی داشت. در پایان از شاهد بیرونی پرسیده می‌شود که طی فرایند گوش دادن و مشاهدهٔ مکالمه میان فرد و روایت درمانگر چه تحول و تغییری در نحوهٔ نگرش آن‌ها به زندگی خودشان پیش آمده‌است. پس از این فرایند، روان درمانگر دوباره به سراغ خود فرد می‌آید و روند سوالاتی مشابه که از یک شاهد بیرونی پرسیده بود را حالا از خود وی دربارهٔ مکالمه اش با شاهد بیرونی می‌پرسد.
در پایان ممکن است این فرایند برای شاهد بیرونی نیز حاوی نکاتی مثبت و سازنده باشد، اما بیش از همه برای فرد مراجعه‌کننده نتایج حیرت‌انگیزی دارد. روایتِ مشکل آمیختهٔ فرد حالا در برابر بستر و نگرشی تازه قرار می‌گیرد. تصاویر و مفاهیم جدیدی به مختصات روایت فرد از زندگی اش افزوده می‌شود و در نتیجه قادر به توسعهٔ چگونگی گسترش روایت خویش می‌شود. راه‌های جدیدی را پیش رو می‌بیند و خود را تواناتر و مسلط تر در برابر این مسیرها در می‌یابد.